# Diócesis de Vasai
La diócesis de Vasai (en latín: Dioecesis Vasaiensis y en inglés: Roman Catholic Diocese of Vasai) es una circunscripción eclesiástica de la Iglesia católica en India. Se trata de una diócesis latina, sufragánea de la arquidiócesis de Bombay. Desde el 10 de noviembre de 2009 su arzobispo (a título personal) es Felix Anthony Machado.

## Territorio y organización
La diócesis tiene 7596 km² y extiende su jurisdicción sobre los fieles católicos de rito latino residentes en 10 taluks del distrito de Thane en el estado de Maharashtra.
La sede de la diócesis se encuentra en la ciudad de Vasai, en donde se halla la Catedral de Nuestra Señora de la Gracia.
En 2020 en la diócesis existían 92 parroquias.

## Historia
La diócesis fue erigida el 22 de mayo de 1998 con la bula Cum ad aeternam del papa Juan Pablo II, obteniendo el territorio de la arquidiócesis de Bombay.
En el año 2000 se celebró el primer sínodo diocesano.

## Estadísticas
Según el Anuario Pontificio 2021, la diócesis tenía a fines de 2020 un total de 142 700 fieles bautizados.
| Año                                                                             | Población            | Población | Población      | Sacerdotes | Sacerdotes    | Sacerdotes    | Bautizados por sacerdote | Diáconos permanentes | Religiosos | Religiosos | Parroquias |
| Año                                                                             | Bautizados católicos | Total     | % de católicos | Total      | Clero secular | Clero regular | Bautizados por sacerdote | Diáconos permanentes | Varones    | Mujeres    | Parroquias |
| ------------------------------------------------------------------------------- | -------------------- | --------- | -------------- | ---------- | ------------- | ------------- | ------------------------ | -------------------- | ---------- | ---------- | ---------- |
| 1999                                                                            | 110 932              | 2 314 425 | 4.8            | 65         | 55            | 10            | 1706                     |                      | 33         | 273        | 35         |
| 2000                                                                            | 110 000              | 3 000     | 3.7            | 88         | 52            | 36            | 1250                     |                      | 57         | 320        | 28         |
| 2001                                                                            | 115 000              | 3 121 000 | 3.7            | 99         | 54            | 45            | 1161                     |                      | 67         | 321        | 31         |
| 2002                                                                            | 117 000              | 3 010 000 | 3.9            | 102        | 57            | 45            | 1147                     |                      | 66         | 329        | 34         |
| 2003                                                                            | 118 500              | 3 280 000 | 3.6            | 108        | 65            | 43            | 1097                     |                      | 58         | 296        | 36         |
| 2004                                                                            | 120 000              | 3 300 000 | 3.6            | 108        | 62            | 46            | 1111                     |                      | 67         | 306        | 36         |
| 2010                                                                            | 135 677              | 3 625 000 | 3.7            | 165        | 83            | 82            | 822                      |                      | 119        | 412        | 43         |
| 2014                                                                            | 137 500              | 3 823 000 | 3.6            | 174        | 96            | 78            | 790                      |                      | 112        | 398        | 34         |
| 2017                                                                            | 141 730              | 3 972 940 | 3.6            | 170        | 98            | 72            | 833                      |                      | 98         | 431        | 46         |
| 2020                                                                            | 142 700              | 4 076 800 | 3.5            | 172        | 100           | 72            | 829                      |                      | 97         | 404        | 92         |
| Fuente: Catholic-Hierarchy, que a su vez toma los datos del Anuario Pontificio. |                      |           |                |            |               |               |                          |                      |            |            |            |

## Episcopologio
- Thomas Dabre (22 de mayo de 1998-4 de abril de 2009 nombrado obispo de Poona)
- Felix Anthony Machado, desde el 10 de noviembre de 2009